# Katja Gaudard
Katja Gaudard (* 1976 in Basel) ist eine Schweizer Schauspielerin, Hörspielsprecherin und Tänzerin.

## Leben
Gaudard besuchte ein humanistisches Gymnasium. Ab dem Alter von 14 Jahren bildete Rosella Hightower sie an der Ballettschule Centre de Danse in Cannes zur Tänzerin aus.
Ende der 1980er Jahre engagierte sie Horst Statkus als Schauspielerin an das Luzerner Theater. Es folgten Engagements in Dortmund, Basel und am Theater der Stadt Aalen. Ab der Spielzeit 2005/06 war Gaudard im Landestheater Tübingen zu sehen.
Zwischen 2011 und 2019 war Gaudard unter der Intendanz von Lars-Ole Walburg im festen Ensemble des Schauspiels Hannover tätig. Dort arbeitete sie mit Regisseuren wie Christina Rast, Thomas Dannemann, Tom Kühnel, Anna Bergmann, Martin Laberenz und Lars-Ole Walburg.
Nachdem die Volksbühne am Rosa-Luxemburg-Platz in Berlin zur Spielzeit 2019/20 künstlerisch neu besetzt wurde, holte der neue Schauspieldirektor Thorleifur Örn Arnarsson, nicht nur Gaudard ins neue Ensemble, sondern auch ihre Schauspielkollegen Sarah Franke, Vanessa Loibl und Daniel Nerlich, mit denen sie schon in Hannover im Ensemble war.  Mit Übernahme der Volksbühne von René Pollesch zur Spielzeit 2021/22 endete Gaudards Zeit an der Bühne.
Als Hörspielsprecherin ist sie in Hörspielen des SWR zu hören.
Sie lebt seit 2019 in Berlin und hat eine Tochter.

## Theater (Auswahl)

### Landestheater Tübingen
- 2009: Paradies nach A. L. Kennedy, Regie: Jenke Nordalm[5]
- 2008: Mein Bruder Tom von Bettina Erasmy, Regie: Thomas Krupa[6]
- 2010: 68, Regie: Clemens Bechtel[7]
- 2010: Im falschen Film oder Robert de Niro ist tot von Petr Zelenka, Regie: Elina Finkel[8]

### Schauspiel Hannover
- 2011: Staatsfeind Kohlhaas von István Tasnádi nach Heinrich von Kleist, Regie: Lars-Ole Walburg[9]
- 2011: Pünktchen und Anton nach Erich Kästner, Regie: Christina Rast[10]
- 2012: Troilus und Cressida von William Shakespeare, Regie: Thomas Dannemann[11]
- 2013: Edward Gants Bravourstücke der Einsamkeit von Anthony Neilson, Regie: Juliane von Sivers[12]
- 2013: Das Wirtshaus im Spessart von Wilhelm Hauff, Regie: Lars-Ole Walburg[13]
- 2013: Edward Gants Bravourstücke der Einsamkeit von Anthony Neilson, Regie: Juliane von Sivers[14]
- 2014: Torquato Tasso von Johann Wolfgang von Goethe, Regie: Tom Kühnel[15]
- 2015: The Homemaker von Noah Haidle, Regie: Anna Bergmann[16]
- 2015: Perplex von Marius von Mayenburg, Regie: Lars-Ole Walburg[17]
- 2016: Amerikanisches Detektivinstitut Lasso von Nis-Momme Stockmann, Regie: Lars-Ole Walburg[18]
- 2016: Die Brüder Karamasow nach Fjodor Dostojewski, Regie: Martin Laberenz[19]
- 2017: Amerika von Franz Kafka, Regie: Claudia Bauer
- 2017: Medea nach Franz Grillparzer, Regie: Tom Kühnel[20]
- 2017: Der Entertainer von John Osborne, Regie: Martin Laberenz[21]
- 2017: 1917 – Eine Revolutionsrevue von Tom Kühnel, Regie: Tom Kühnel[22]
- 2018: Extrem laut und unglaublich nah nach Jonathan Safran Foer, Regie: Lars-Ole Walburg[23][24]
- 2018: Volksvernichtung oder Meine Leber ist sinnlos von Werner Schwab, Regie: Lucia Bihler[25]
- 2018: Die verlorene Oper. Ruhrepos von Thorleifur Örn Arnarsson und Albert Ostermaier, Regie: Thorleifur Örn Arnarsson, Koproduktion der Ruhrfestspiele Recklinghausen mit dem Staatsschauspiel Hannover[26]
- 2019: Der aufhaltsame Aufstieg des Arturo Ui von Bertolt Brecht, Regie: Claudia Bauer[27]
- 2019: Rotkäppchen und der Wolf: Ein Drama von Martin Mosebach, Regie: Tom Kühnel[28]
- 2024: Vor dem Fest von Saša Stanišić, Regie: Lars-Ole Walburg[29]

### Volksbühne am Rosa-Luxemburg Platz
- 2019: Germania nach Heiner Müller, Regie: Claudia Bauer[30][31]
- 2019: Final Fantasy nach Oscar Wildes Salomé, Regie: Lucia Bihler[32]
- 2020: Der Kaiser von Kalifornien von Alexander Eisenach, Regie: Alexander Eisenach[33]
- 2020: Die Orestie von Thorleifur Örn Arnarsson, Regie: Thorleifur Örn Arnarsson[34]
- 2021: Metamorphosen (overcoming mankind) nach Ovid & Kompliz*innen, Regie: Claudia Bauer[35]

### Weitere Spielstätten
- 2022: Watership Down – Unten am Fluss nach Richard Adams, Regie: Tom Kühnel, Staatsschauspiel Dresden[36]

## Hörspiele (Auswahl)
- 2004: Lloyd Alexander: Taran und das Zauberschwein – Regie: Robert Schoen (Hörspielbearbeitung, Kinderhörspiel – SWR)
- 2004: Lloyd Alexander: Taran und der Zauberkessel – Regie: Robert Schoen (Hörspielbearbeitung, Kinderhörspiel – SWR)
- 2004: Annie M. G. Schmidt: Die geheimnisvolle Minusch (Millie) – Regie: Oliver Sturm (Hörspielbearbeitung, Kinderhörspiel – SWR)
- 2005: Lloyd Alexander: Taran und die Zauberkatze – Regie: Robert Schoen (Hörspielbearbeitung, Kinderhörspiel – SWR)
- 2005: Lloyd Alexander: Taran und das Zauberschwert – Regie: Robert Schoen (Hörspielbearbeitung, Kinderhörspiel – SWR)
- 2009: Berlie Doherty: Das Mädchen, das Löwen sah (1. Teil) – Regie: Iris Drögekamp (Hörspielbearbeitung, Kinderhörspiel – SWR)
- 2010: Wolfgang Schorlau: Ein perfekter Mord (Studentin, Nachrichtensprecherin) – Regie: Günter Maurer (Hörspielbearbeitung, Kriminalhörspiel, Mundarthörspiel – SWR)
- 2010: Isabel Allende: Das Geisterhaus (2. Teil: Die Zeit der Geister und 4. Teil: Die Brüder) – Bearbeitung und Regie: Walter Adler (Hörspielbearbeitung – SWR/HR)
- 2010: Kerstin Rech, Carin Chilvers: Dr alde Deibler (Wirtin) – Regie: Günter Maurer (Original-Hörspiel, Mundarthörspiel – SWR)
- 2016: Margaret Millar: Liebe Mutter, es geht mir gut ... (Mrs. Merrick) – Bearbeitung und Regie: Irene Schuck (Hörspielbearbeitung, Kriminalhörspiel – SWR)
- 2017: Johann Wolfgang von Goethe: Faustinchen Einszweidrei (3. Teil) Frei nach Goethes Faust (Hexenchor) – Regie: Robert Schoen (Hörspielbearbeitung, Kinderhörspiel – SWR)